# Ready Teddy (cheval)
Ready Teddy (1987 – 23 avril 2011) est l'un des chevaux de concours complet monté par le cavalier néo-zélandais Blyth Tait. Le couple a participé à trois jeux Olympiques, remportant l'or aux Jeux d'été de 1996, et a deux médailles d'or aux Jeux équestres mondiaux de 1998. Il a été le premier cheval de concours complet à gagner une médaille d'or individuelle à la fois aux Jeux olympiques et aux Jeux équestres mondiaux. Ready Teddy est mort de coliques en 2011.

## Histoire
Ready Teddy est un Pur-sang alezan hongre né en 1987, fils de Brilliant Invader. Comme jeune cheval, il était nommé Striking Back et a participé à des courses hippiques. Le père de Blyth Tait le découvre lors d'un évènement dans un poney-club et l'envoie en Angleterre en 1994, dans la perspective de la carrière de son fils.

## Carrière en compétition
Pendant les Jeux de 1996 à Atlanta, Ready Teddy et Tait participent pour la première fois ensemble. Ils ne courent que dans l'épreuve individuelle pendant ces jeux, et décrochant l'or, tandis que Tait monte un autre cheval dans l'épreuve par équipe. À Sydney en 2000, ils participent seulement à l'épreuve par équipe, avec la Nouvelle-Zélande, Tait monte de nouveau un autre cheval dans l'épreuve individuelle. Aux jeux Olympiques d'Athènes en 2004, Tait monte pour la première fois Ready Teddy à la fois en individuel et par équipe, mais il termine seulement 18e individuellement et 5e avec l'équipe de Nouvelle-Zélande. Le couple a aussi participé aux Jeux Équestres mondiaux en 1998, en remportant la médaille d'or par équipe et en individuel C'est la première (et jusqu'ici la seule) fois qu'un cheval gagne des médailles d'or dans la compétition individuelle à la fois aux jeux olympiques et aux Jeux équestres mondiaux. La paire a participé aux compétitions individuelles et d'équipes en 2002 des Jeux Équestres mondiaux de Jerez, mais n'a pas pu terminer l'événement,. Il a également remporté le Burghley Horse Trials en 2001.

## Fin de vie et héritage
Ready Teddy et Tait se retirent tous les deux de la compétition internationale au Manukau Three Days à Puhinui en 2004. Ready Teddy est mort le 23 avril 2011 de complications d'une colique. Il est enterré sur la propriété de Tait à Karaka, près d'Auckland. Lors de l'annonce de la mort de son cheval, Tait l'a qualifié de "cheval spécial" et a déclaré qu'il avait du caractère, de l'enthousiasme et un attrait pour le sport.